# Riksväg 110
Riksväg 110 (norska: Riksvei 110) är en riksväg i Østfold fylke i sydöstra Norge som går mellan tätorten Karlshus i Råde kommun och staden Fredrikstad i Fredrikstads kommun. Vägen är 23,1 kilometer lång och asfalterad.

## Anslutningar
Riksväg 110 ansluter till:
- Europaväg 6 (vid Karlshus)
- Fylkesväg 118 (vid Karlshus)
- Fylkesväg 349 (vid Karlshus)
- Fylkesväg 116 (vid Skåra)
- Fylkesväg 117 (vid Fredrikstad)
- Fylkesväg 108 (vid Fredrikstad)
- Fylkesväg 381 (vid Karlshus)
- Fylkesväg 109 (vid Fredrikstad)
- Fylkesväg 108 (vid Fredrikstad)
- Riksväg 22 (vid Fredrikstad)
- Fylkesväg 130 (vid Fredrikstad)

## Bilder

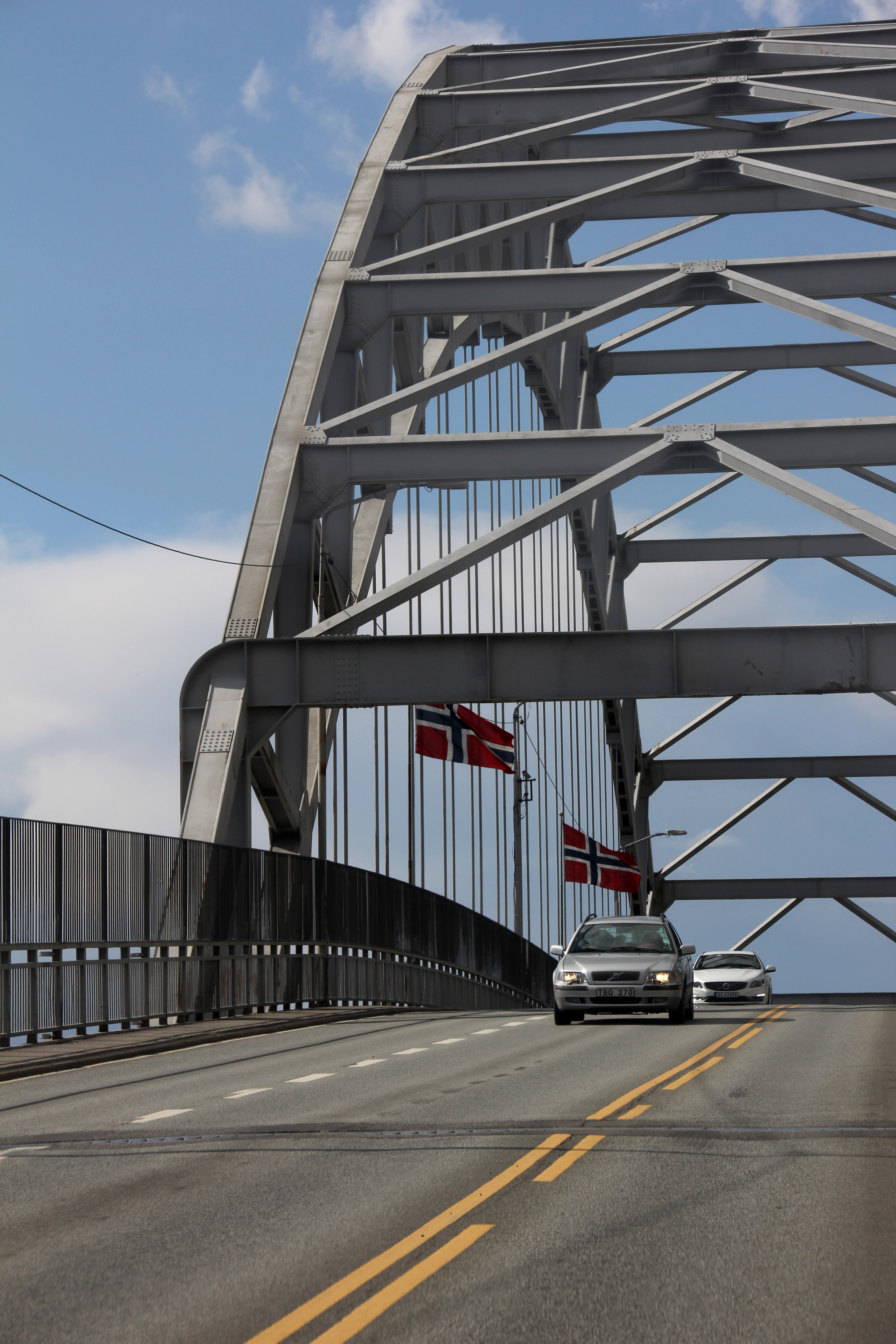
Riksväg 110 vid Fredrikstadsbron.
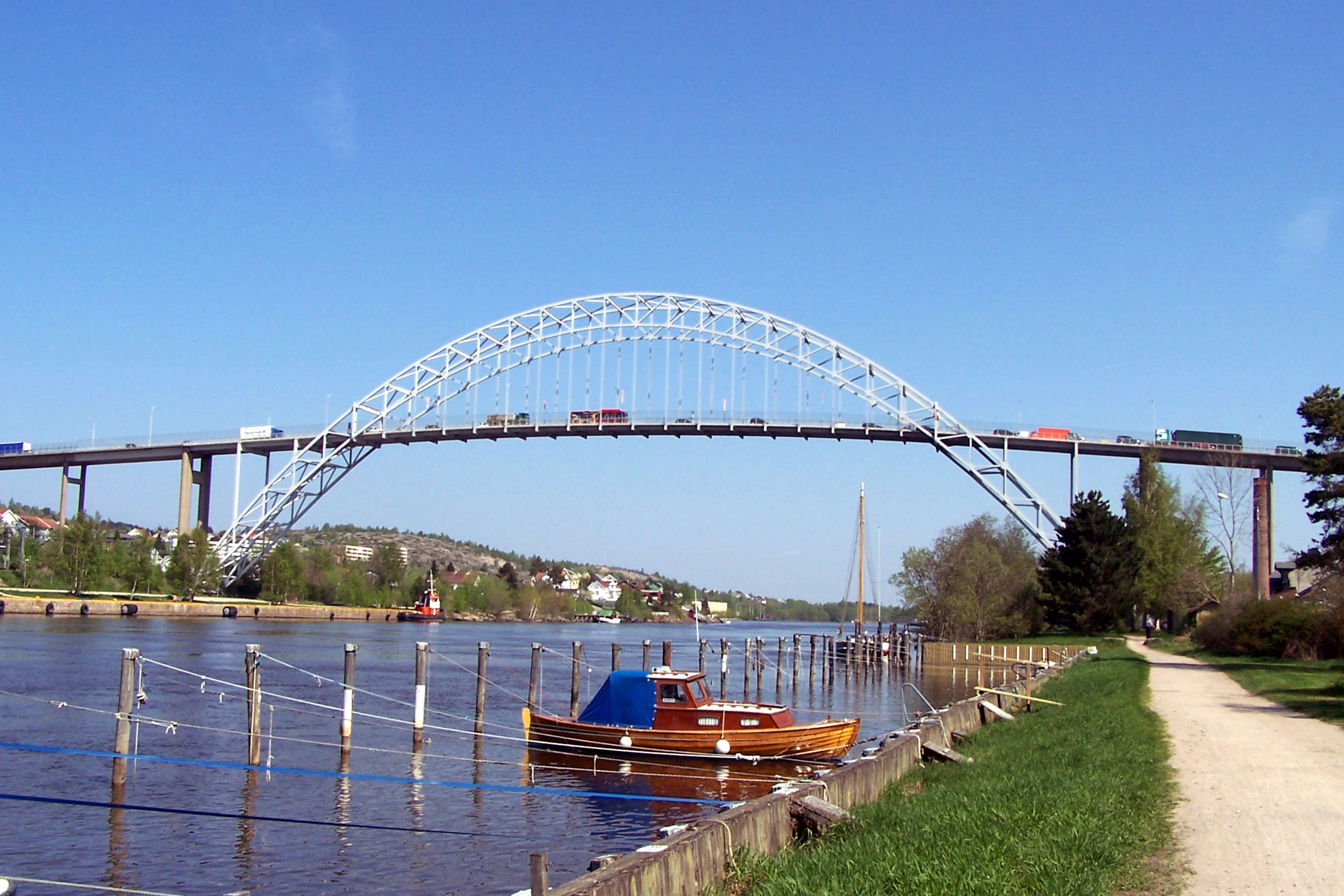
Riksväg 110 vid Fredrikstadsbron.